# Alyssum simplex
Alyssum simplex é uma espécie de planta com flor pertencente à família Brassicaceae. 
A autoridade científica da espécie é Rudolphi, tendo sido publicada em Journal für die Botanik 1799(2): 290–291. 1799.

## Portugal
Trata-se de uma espécie presente no território português, nomeadamente em Portugal Continental.
Em termos de naturalidade é nativa da região atrás indicada.

## Protecção
Não se encontra protegida por legislação portuguesa ou da Comunidade Europeia.